# Gallardete

Grímpola del Club de Yates de San Diego, en forma de gallardete triangular.

Numeral 2 del código internacional de Banderas de señales, en forma de gallardete trapezoidal.

Bandera de rango correspondiente a un comodoro de la Marina Real Británica, en forma de gallardetón.

Se define como gallardete a una bandera que es más ancha al asta que al batiente. Es decir, que se trata de una definición de bandera en función de su forma y no de su significado.
Sus variantes más comunes son las de gallardete triangular, gallardete trapezoidal y gallardetón.
Aunque no hay ninguna razón formal, su uso tradicional ha sido especialmente importante en banderas marítimas de rango y en grímpolas.